# Imperial (automóviles)
Imperial fue una marca de automóviles de lujo estadounidense perteneciente a Chrysler Corporation activa entre 1955 y 1975, con una breve reaparición entre 1981 y 1983. Su logotipo era la representación de un águila imperial.
La marca se distinguió por el uso de estilos de carrocería distintivos introducidos cada dos o tres años y por equipar motores V8 asociados a transmisiones automáticas de serie en sus automóviles. En sus modelos se adoptaron diferentes tecnologías exclusivas que posteriormente se irían incorporando al resto de marcas del grupo Chrysler.

## Historia
El nombre de Imperial venía siendo usado por Chrysler desde 1926 para denominar a sus automóviles de más alta gama, los Chrysler Imperial, pero nunca fue una marca separada. Sin embargo, en 1955 la compañía decidió, mediante un spin off, crear una división independiente para competir mejor con sus rivales Lincoln y Cadillac, para lo cual se registra como marca separada. Debido a esto en el modelo Imperial de 1955 desaparece la marca Chrysler y se pasa a comercializar bajo la marca Imperial, siendo ya un producto de la nueva división Imperial de Chrysler Corporation.
En 1957, se presenta un nuevo modelo que usaba una plataforma propia de la marca, siendo diferente a las del resto de automóviles del grupo.
En 1961, contrata a Elwood Engel, anterior diseñador de Ford, en la que había proyectado el Lincoln Continental de 1961 (el mismo tipo de coche en el que había sido asesinado el presidente Kennedy). Engel da un giro a las carrocerías de Imperial, con diseños rectilíneos y más conservadores.
En 1962 la marca deja de tener una planta en exclusiva para el montaje de sus automóviles.
Con la excepción de la introducción de una distancia entre ejes más corta, para los nuevos modelos de 1967 el estilo de la marca se mantenía, manteniéndose los principios establecidos por Engel para los modelos de 1964-1966. Sin embargo desde ese modelo, Imperial pasó de usar las antiguas carrocerías sobre bastidor independiente a carrocerías autoportantes. 
Con la pérdida de ventas de los últimos años de la empresa, la economía de escala le lleva a compartir cada vez mayor cantidad de piezas con otros modelos del grupo, lo que le resta distinción. La justificación de la diferencia de precios con los Chrysler de tamaño similar se hace cada vez más difícil. A su vez los costos de mantenimiento y comercialización de una marca separada y de pobres ventas se convirtieron en demasiados altos para su matriz. Además, el embargo petrolero de 1973 había vuelto la atención de los compradores hacia coches más pequeños con menor consumo de combustible, por lo que se decide desactivar la marca.
En 1981 Lee Iacocca se hizo cargo del maltrecho grupo Chrysler. Aunque la empresa se enfrentaba a la bancarrota, Iacocca decidió construir "un nuevo buque insignia que asegurase al público que Chrysler tenía un futuro." Para el automóvil se había planteado el nombre Chrysler LaScala. Sin embargo, cuando el coche se presentó finalmente fue denominado simplemente Imperial, sin usar el nombre Chrysler. El logo del águila imperial no fue utilizado al haber sido usado anteriormente por el Chrysler LeBaron de 1977. En su lugar, se utilizó el logotipo Pentastar de Chrysler hecho de cristal de Cartier. Sin embargo el automóvil no cumplió las expectativas de ventas de Chrysler. Tenía innovaciones como el sistema de inyección de combustible y tablero de instrumentos electrónico y Chrysler trató de usarlo como un escaparate de su tecnología y calidad. 
En 2006 se presentó el Chrysler Imperial, prototipo de la marca Chrysler que mantenía la filosofía de los automóviles Imperial.

## Galería

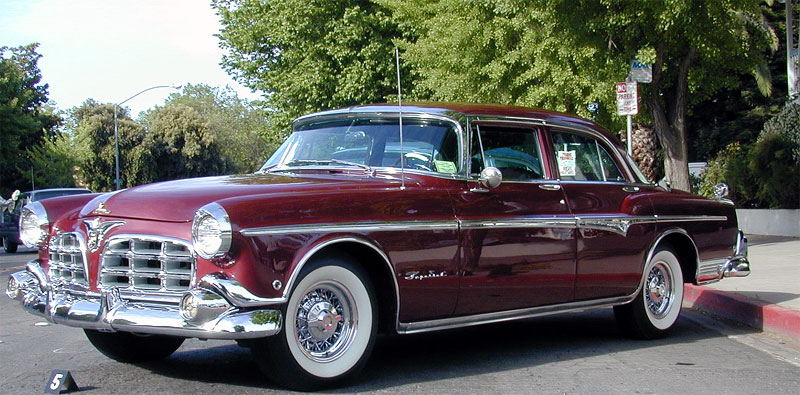
Automóvil Imperial de 1955.
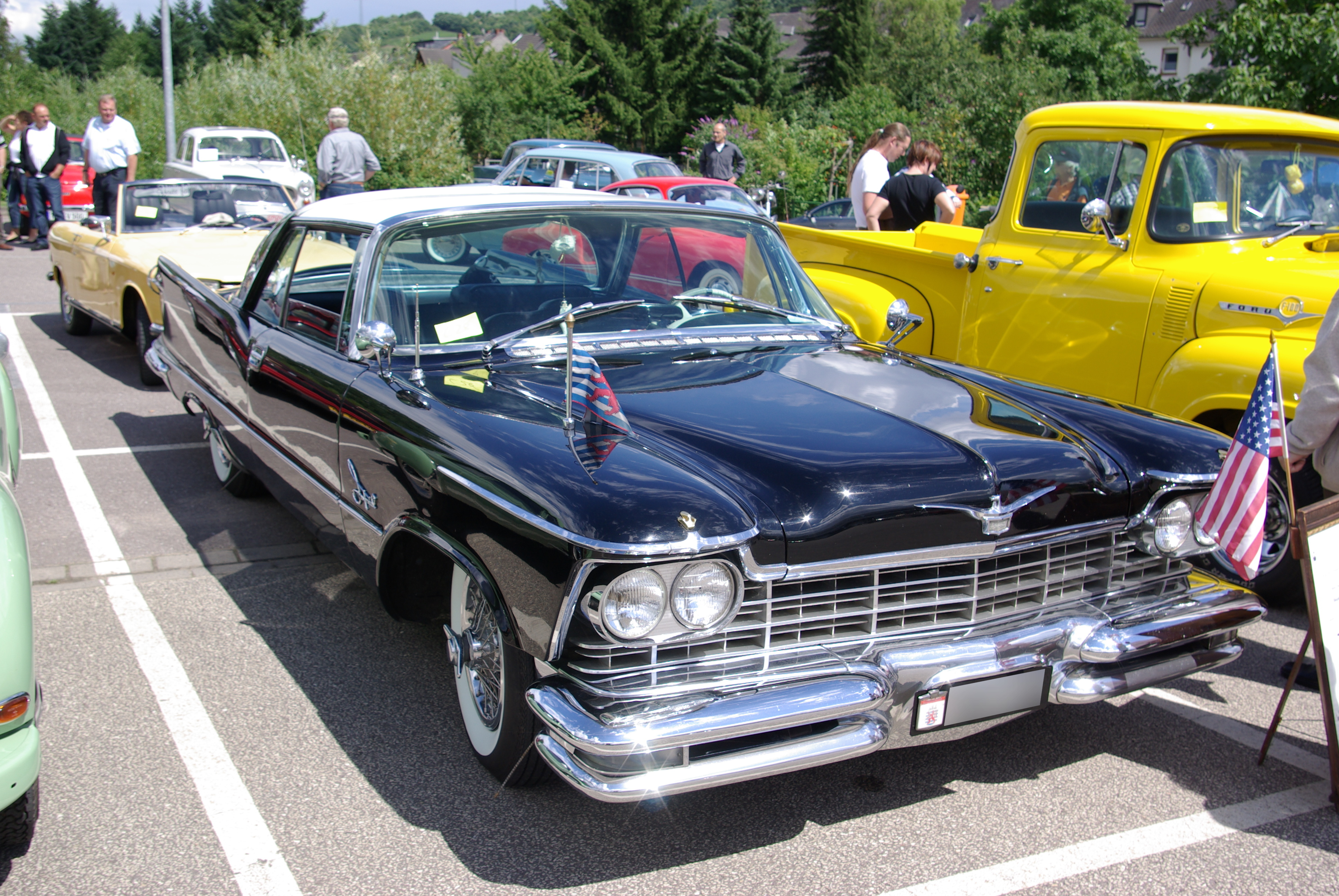
Automóvil Imperial de 1957.
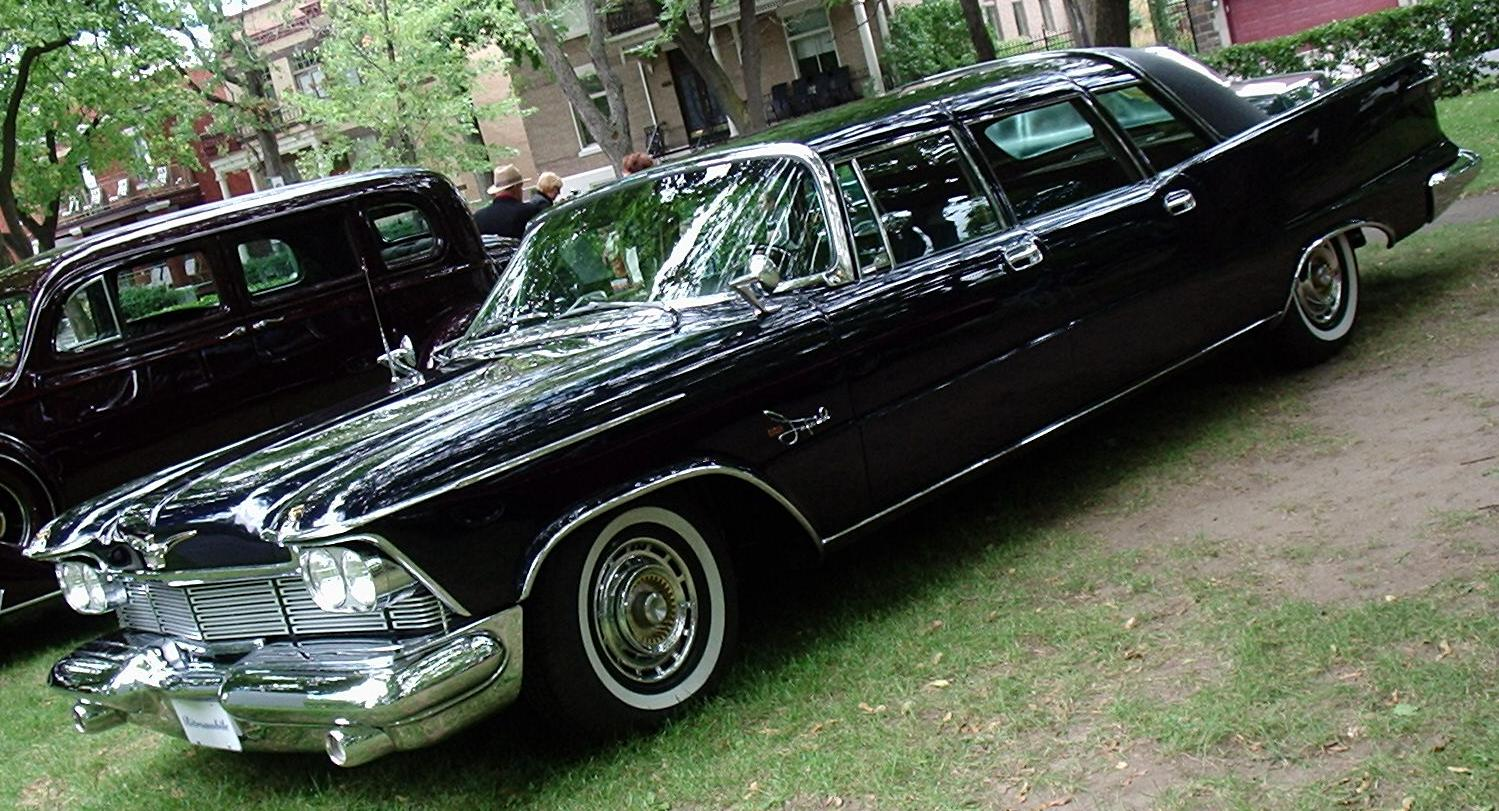
Automóvil Crown Imperial de 1958.
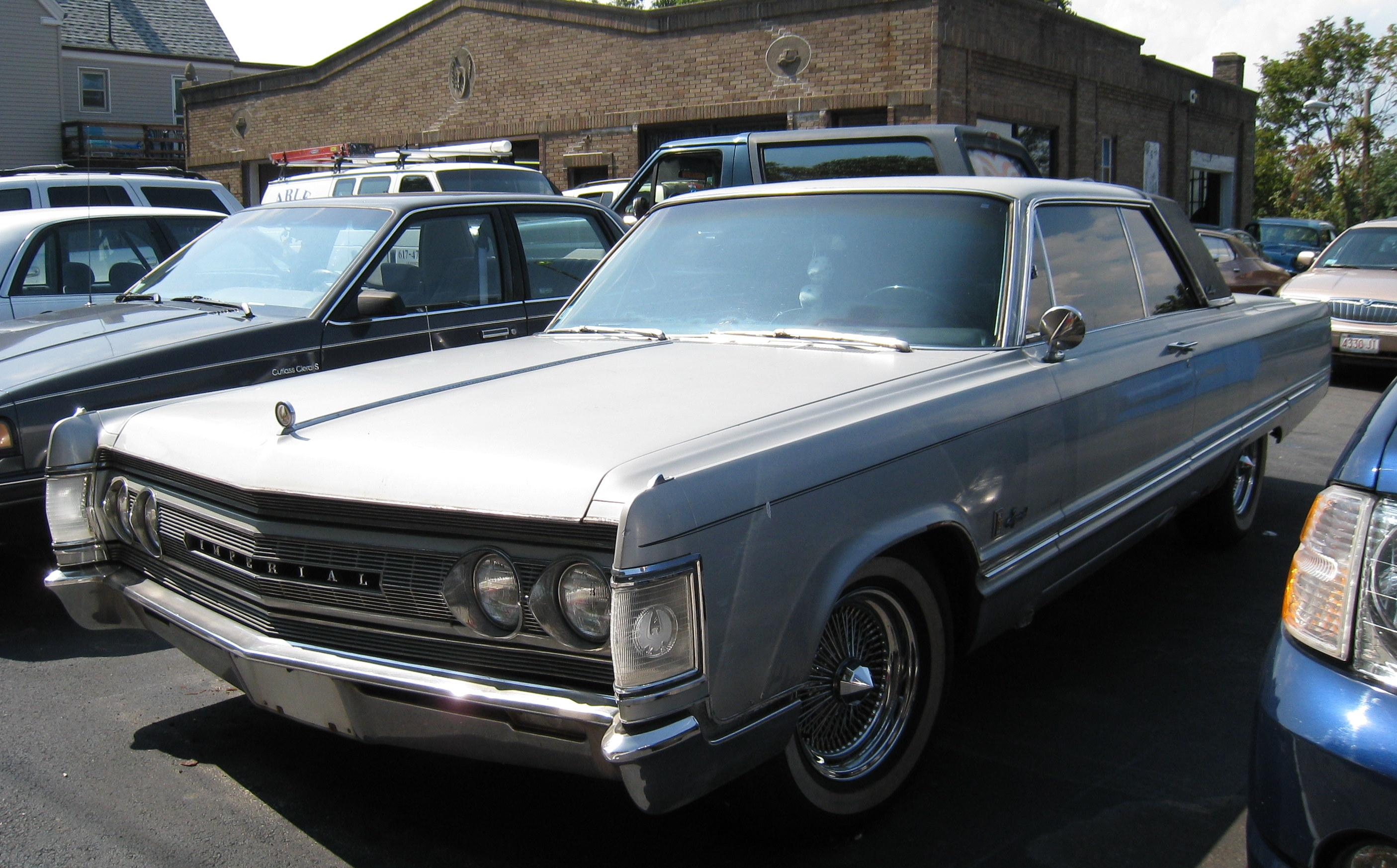
Automóvil Imperial de 1967.
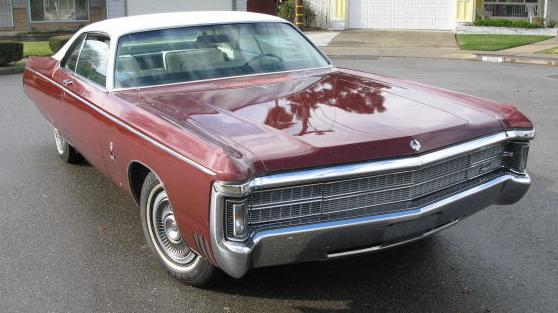
Automóvil Imperial de 1969.
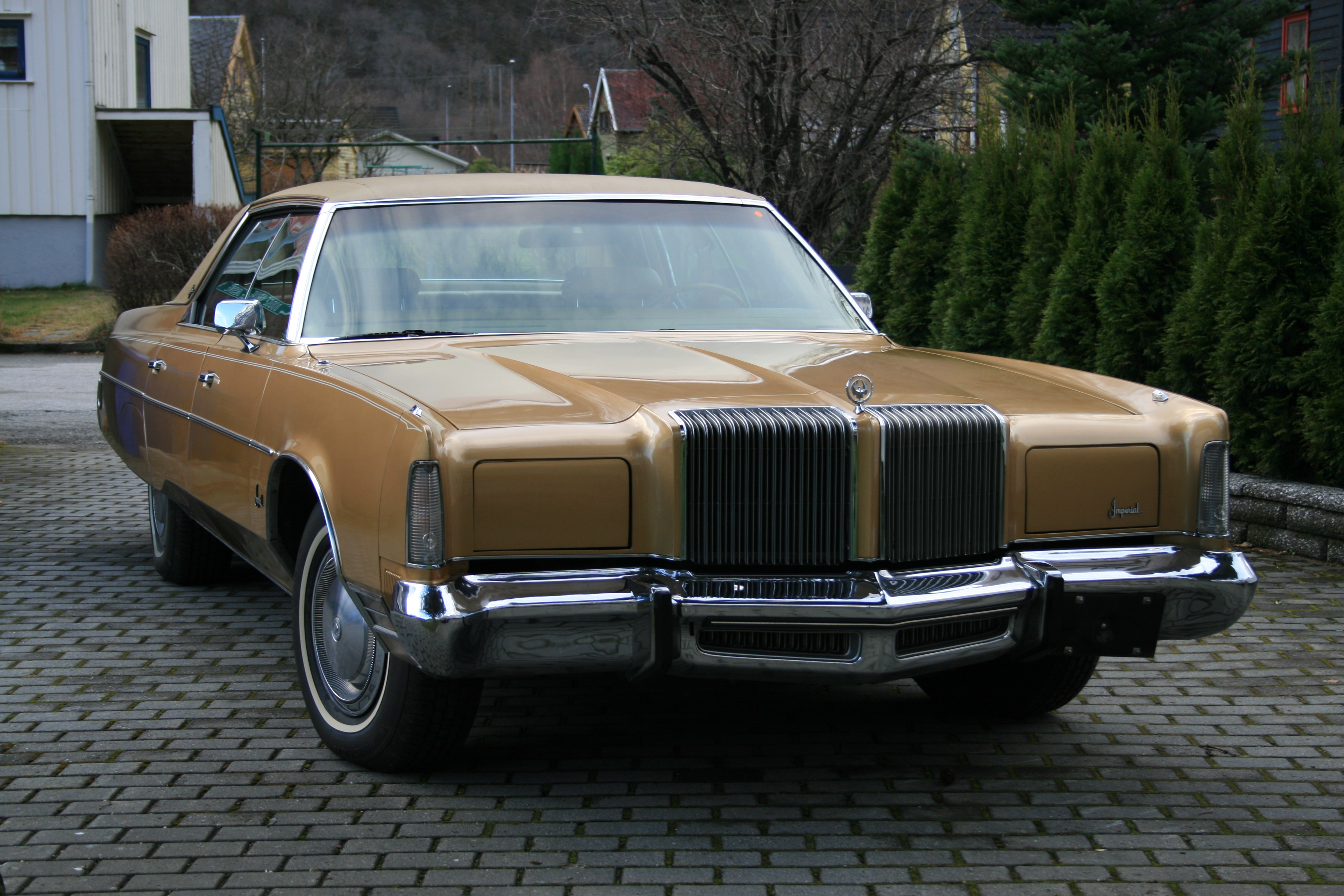
Automóvil Imperial de 1975.
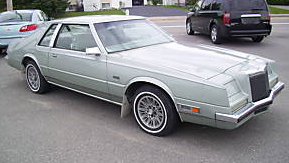
Automóvil Imperial de 1981.